# Малий В'язівок
Ма́лий В'язіво́к — село в Україні, у Лубенському районі Полтавської області. Населення становить 153 осіб. Колишній орган місцевого самоврядування — Вищебулатецька сільська рада.

## Географія
Село Малий В'язівок знаходиться за 5 км від лівого берега річки Сліпорід. По селу протікає пересихаючий струмок нижче за течією якого на відстані 4 км розташоване село В'язівок. Через село проходить автомобільна дорога Т 1713.

## Історія
12 червня 2020 року, відповідно до розпорядження Кабінету Міністрів України № 721-р «Про визначення адміністративних центрів та затвердження територій територіальних громад Полтавської області», село увійшло до складу Лубенської міської громади.
19 липня 2020 року, в результаті адміністративно - територіальної реформи та ліквідації Лубенського району(1923-2020), село увійшло до складу новоутвореного Лубенського району.

## Історія села

### Голодомор 1933-34 років
Мешканці села Малий В'язівок суттєво потерпали в часи примусової колективізації і, як наслідок, суттєво поменшало їх, до цього слід додати ще й жертв Голодомору в 1932—1933 роках:
| - Глущенко Герасим. - Глущенко Федір Герасимович. - Демиденко Андрій Каленикович. - Демиденко Каленик. - Демиденко Катерина. - Демиденко Мотря. - Ляхова Катерина Явдокимівна. | - Ляхова Марія. - Ляховий Григорій Романович. - Ляховий Михайло Явдокимович. - Ляховий Роман. - Макаренко Василь Свиридович. - Макаренко Наум Федорович. - Макаренко Ольга. | - Макаренко Тимофій Якимович. - Макаренко Федір Іванович. - Макаренко Федора Іванівна. - Макаренко Якилина Фотієвна. - Малярчик Іван Іванович. - Малярчик Марина. - Хилюк Леонтій. |

## Населення
Згідно з переписом УРСР 1989 року чисельність наявного населення села становила 204 особи, з яких 90 чоловіків та 114 жінок.
За переписом населення України 2001 року в селі мешкали 153 особи. 100 % населення вказало своєю рідною мовою українську мову.